# Simon Derk Jensema
Simon Derk Jensema (Stedum, 30 december 1864 - Loppersum, 4 december 1927) was een Nederlandse landbouwer en burgemeester.

## Familie
Jensema was een zoon van landbouwer Derk Jans Jensema (1824-1885) en Anje Eddos Hovenga. Zijn oudoom Siemen Derks Jensema en neef Jan Derk Jensema waren burgemeester van Stedum. Hij trouwde in 1888 met Lupke Meijer (1867-1952).

## Loopbaan
Jensema was landbouwer en gemeenteraadslid in Loppersum. Op 5 augustus 1906 overleed burgemeester Frederik Boehme Wenniger en Jensema werd in september 1906 benoemd tot zijn opvolger. De schilder Otto Eerelman beeldde hem in 1920 af op het schilderij De Paardenkeuring. 
Hij overleed in 1927 op 62-jarige leeftijd.